# Инаба, Каё
Каё Инаба — профессор Киотского университета, возглавляет в нём Высшую школу биологических исследований. Она также вице-президент по гендерному равенству и директор Центра женщин-исследователей.
Каё известна своей работой над дендритными клетками, в 2014 году она получила награду ЮНЕСКО в Азиатско-Тихоокеанском регионе для женщин в науке. Она показала важность дендритных клеток для иммунной системы и то, как они могут жить вне тела.

## Биография
Инаба окончила Киотский университет со степенью доктора философии в 1978 году. С 1982 по 2011 год она была приглашённым преподавателем в лаборатории Ральфа Стайнмана. Она исполнительный вице-президент по вопросам гендерного равенства, международных отношений, связей с общественностью и директор Управления международной стратегии Киотского университета. Инаба была первой женщиной-адъюнкт-профессором научного факультета Киотского университета и входит в правление Японского общества иммунологии.

## Работы
- Ralph Steinman. Dendritic Cell Development and Maturation // Dendritic Cells in Fundamental and Clinical Immunology / Ralph Steinman, Maggie Pack, Kayo Inaba. — Springer Science & Business Media, 2013-11-11. — P. 1–. — ISBN 978-1-4757-9966-8.
- Kayo Inaba. Expression of B7 Costimulator Molecules on Mouse Dendritic Cells // Dendritic Cells in Fundamental and Clinical Immunology / Kayo Inaba, Muneo Inaba, Margit Witmer-Pack … [и др.]. — Springer Science & Business Media, 2012-12-06. — P. 65–. — ISBN 978-1-4615-1971-3.
- Ralph M. Steinman. Stimulation of the Immune Response: Contributions of Dendritic Cells // Mechanisms of Host Resistance to Infectious Agents, Tumors, and Allografts: A Conference in Recognition of the Trudeau Institute Centennial / Ralph M. Steinman, Kayo Inaba, Gerold Schuler … [и др.]. — Rockefeller Univ. Press, 1986-01-01. — P. 71–. — ISBN UCAL:B4499585.